# Walter Zelger
Walter Zelger (* 11. Februar 1826 in Stans; † 20. Juli 1874 ebenda) war ein Schweizer Politiker und Arzt. Von 1861 bis 1868 gehörte er dem Ständerat an, und von 1872 bis 1874 war Zelger Nationalrat.

## Leben
Zelger war der älteste Sohns des Ehepaars Klemenz Zelger (Landammann) und Anna Elisabeth Flüeler. Er wuchs in Stans auf und besuchte dort die Primarschule und das Gymnasium.
Danach absolvierte er ein Studium der Medizin in Freiburg im Breisgau, Zürich, Würzburg und Prag (ohne Abschluss). Zwischen 1851 und 1853 war er Ambulanzarzt der Armee. Im Jahr 1854 eröffnete er seine Arztpraxis in Stans.
Seine politische Karriere begann im Jahr 1858 mit den Wahlen zum Polizeirichter (1858 bis 1862) und zum Landrat (1858/1859). Bereits ein Jahr später wurde er Regierungsrat (damals Wochenrat genannt). Dieses Amt übte er von 1859 bis zu seinem Tode 1874 aus. In den Jahren 1862 bis 1868 war er zudem Verhörrichter.
Auf lokaler Ebene war Zelger ab 1862 Gemeinderat und von 1870 bis 1872 Gemeindepräsident in Stans. Seine höchsten politischen Ämter erreichte er als Mitglied des Ständerats (1. Juli 1861 bis 1. Juli 1868) und des Nationalrats (2. Dezember 1872 bis 20. Juli 1874).
Im Privatleben heiratete Zelger seine Cousine Emilie Zelger. Die drei Söhne starben früh (4, 18 und 19 Jahre alt).